# Ludoș, Sibiu
Ludoș, mai demult Ludoșul mare, Luduș (în dialectul săsesc Logdes, în germană Gross-Logdes, Ludesch, în maghiară Nagyludas, Ludas) este satul de reședință al comunei cu același nume din județul Sibiu, Transilvania, România.

## Descrieri literare
- Nicolae Iorga

„E un sat risipit iarăși pe margeni de dealuri și în valea de la picioarele lor”. (...) Aici, la Ludoș, este datina poetică de a se încununa nucii cu cununi de flori, de cele mai multe ori de flori adevărate, și nu cu hâdele chivere de tinichea, ce se obișnuiesc aiurea; pe un dulap al bisericii se usucă în praf o sumă de altfel de cununi ale unor fericiri care s-au veștejit poate cu totul în asprele griji ale vieții”—„Pagini alese din însemnările de călătorie prin Ardeal și Banat”, București, Editura Minerva, 1977-vol. I, p. 114-115 

## Obiectiv memorial
Troița Eroilor Români din Primul Război Mondial. Troița este amplasată în fața Școlii Generale, fiind dezvelită în anul 1937. Înălțimea monumentului este de 4 m și este realizat din beton și mozaic, în timp ce imprejmuirea este făcută cu un gard cu stâlpi din beton. Pe fațada monumentului este amplasată o placă unde sunt inscripționate numele a 73 eroi români care s-au jertfit în perioada 1914-1919.

## Personalități
- Vasile Smigelschi (1864 - 1944),  deputat în Marea Adunare Națională de la Alba Iulia 1918
- Octavian Smigelschi (n. 21 martie 1866 - d. 10 noiembrie 1912, Budapesta), fiu al localității Ludoș, pictor și grafician român.
- Dr. Vasile Glodariu (1832-1899) profesor, timp de 31 de ani, la gimnaziul din Brașov; a terminat studiile universitare de filosofie, fizică și matematică scriind diferite cărți filozofice și manuale școlare, colaborând îndeaproape cu episcopul și mitropolitul Andrei Șaguna. A fost un dascăl respectat și popular în Brașov și în Transilvania, Andrei Șaguna încredințându-i edificarea unui gimnaziu cu predarea în limba română în Macedonia – orașul Bitolia
- Moisă Fulea (1787-1863) eminent preot, absolvent a teologiei, filozofiei și dreptului a îndeplinit înalta funcție de director al școlilor confesionale din tot Ardealul fiind un militant energic pentru ridicarea prin școală a poporului român în Ardeal.  A avut o bogată activitate pedagogică pentru uzul tineretului școlar. Este înmormântat la loc de cinste în cimitirul „Bisericii din Groapă” din Sibiu.
- Dr. Ghiță Pop (1861-1915)  absolvent al Universității din Budapesta a fost profesor de română și germană în Brașov. Ulterior trece munții stabilindu-se în București, fiind profesor și director al liceului „Mihai Viteazul” predând cursuri și la universitate. A luat doctoratul în filosofie la Lipsca fiind un bun și apreciat specialist în germanistică. A scris gramatici și dicționare în mai multe ediții. Este asasinat în București de necunoscuți.
- Aurel Pop (1893-1960) a urmat Școala de Arte în București devenind profesor de desen. Dovedind un talent remarcabil în pictură expune lucrările proprii în 4 mari expoziții consacrându-se ca un mare pictor al României, în acea epocă. Patru tablouri ale pictorului au fost donate căminului cultural Ludoș de către soția sa.
- Dr. Ioniță Cosma (1895-1966)  reputat medic cu studiile de specialitate în Anglia, a fost inspector sanitar teritorial și primul președinte al „Societății ludoșenilor”. El a contribuit la înființarea dispensarului medical în Ludoș în 1937.
- Col. Moisă Fulea (1902-1987)  militar  și ofițer de carieră și participant la al doilea război mondial pe frontul de est încheie o strălucită carieră, fără pată, fiind pensionat la limită de vârstă de la comanda Regimentului 18 Dorobanți Oradea. Prin 1940 este membru fondator al Asociației Ludoșana fiind unul din organizatorii Serbării Fiii satului din 23-24 august 1977.
- Ion Muntean (1903-1991) avocat, ziarist și corespondent la mari cotidiene bucureștene a fost și un mare politician, îndeplinind pe rând funcții importante în Partidul Social Democrat – ramura Titel Petrescu. El a inițiat ridicarea bustului poetului George Coșbuc în fața Primăriei Sibiu și a ale altor personlități  în Parcul ASTRA.
- Ilie Muțiu (1944 - 2007), cântăreț de muzică populară.

## Galerie de imagini

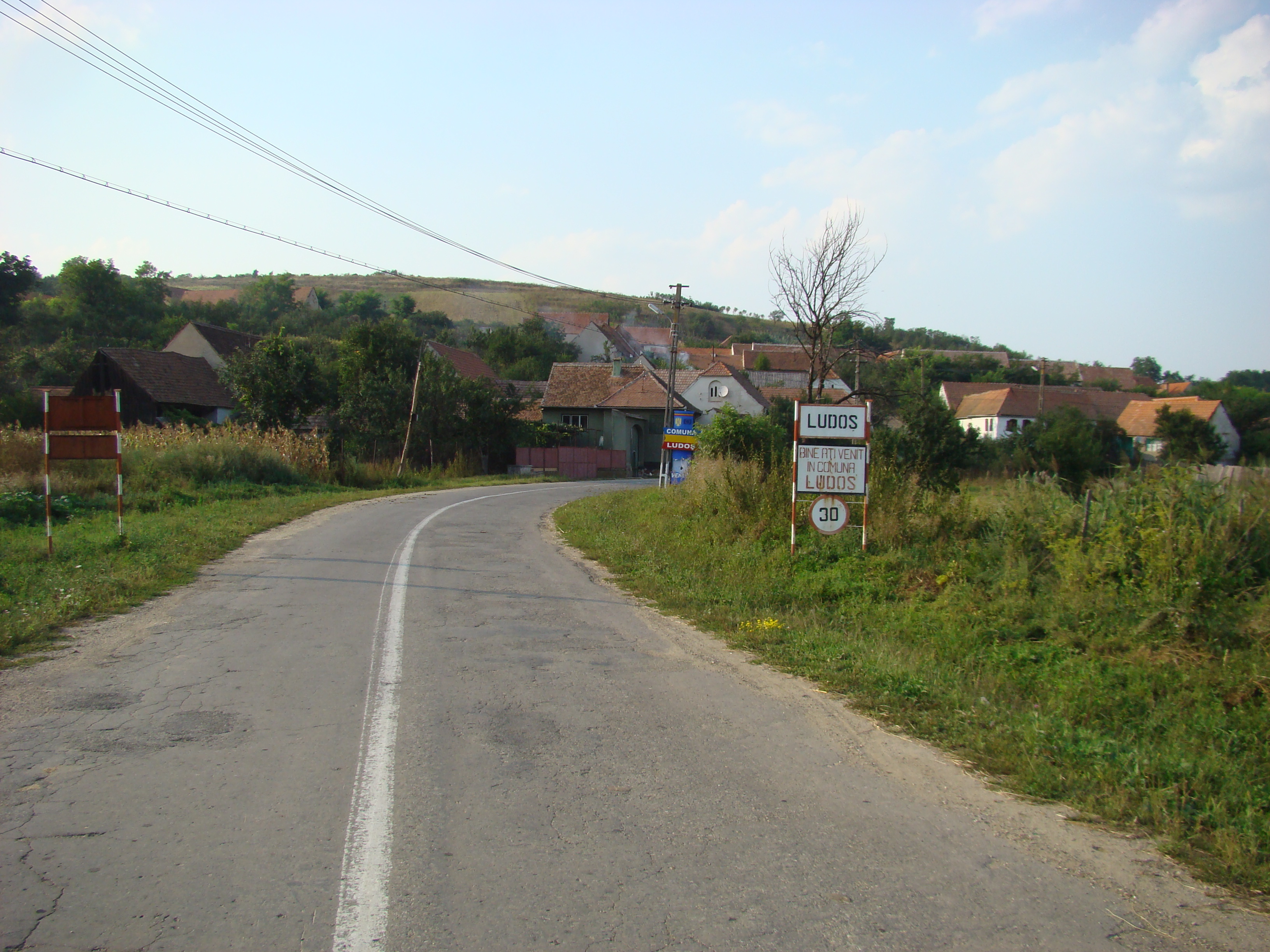
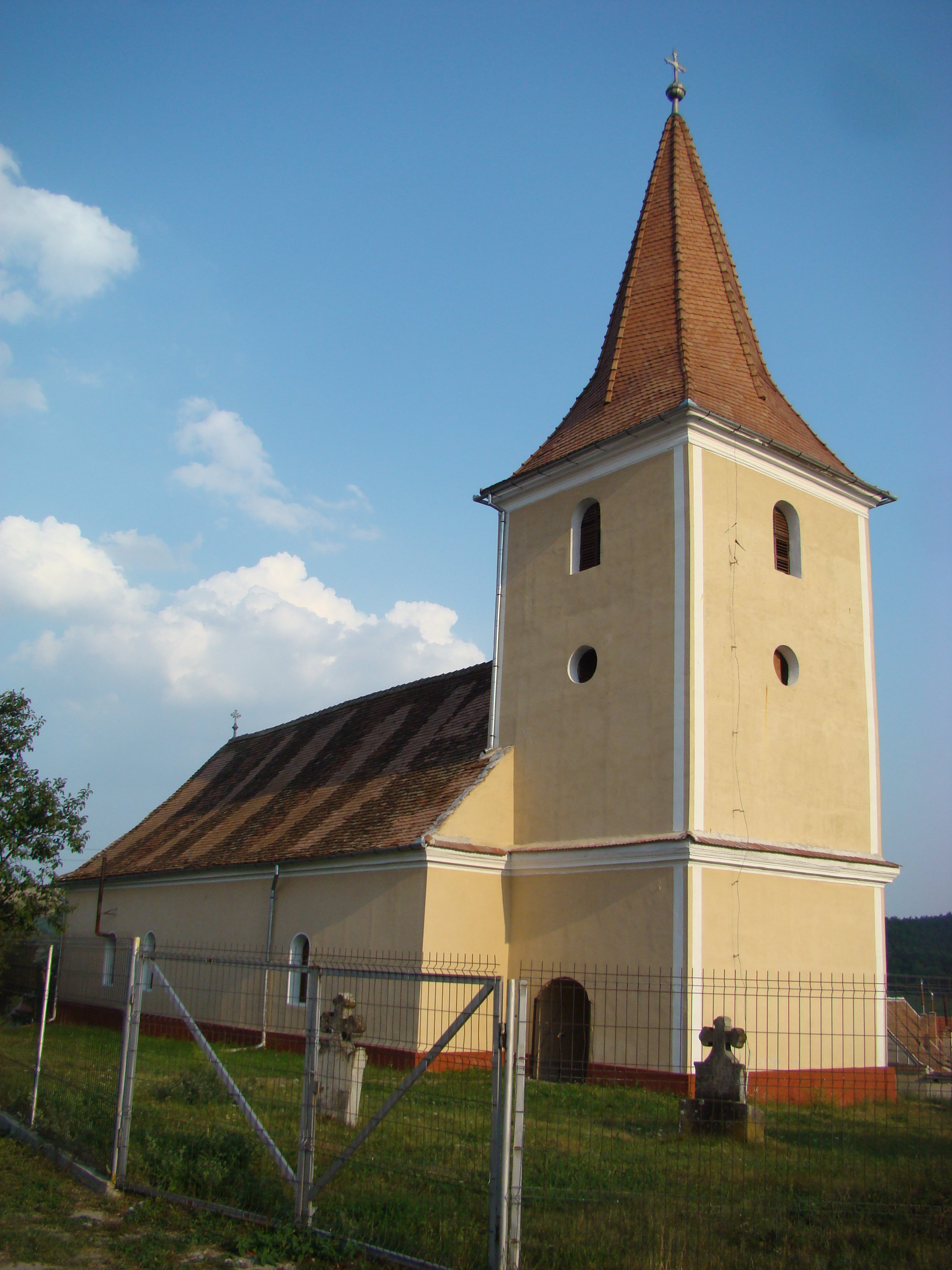
Biserica „Sfântul Mare Mucenic Gheorghe”
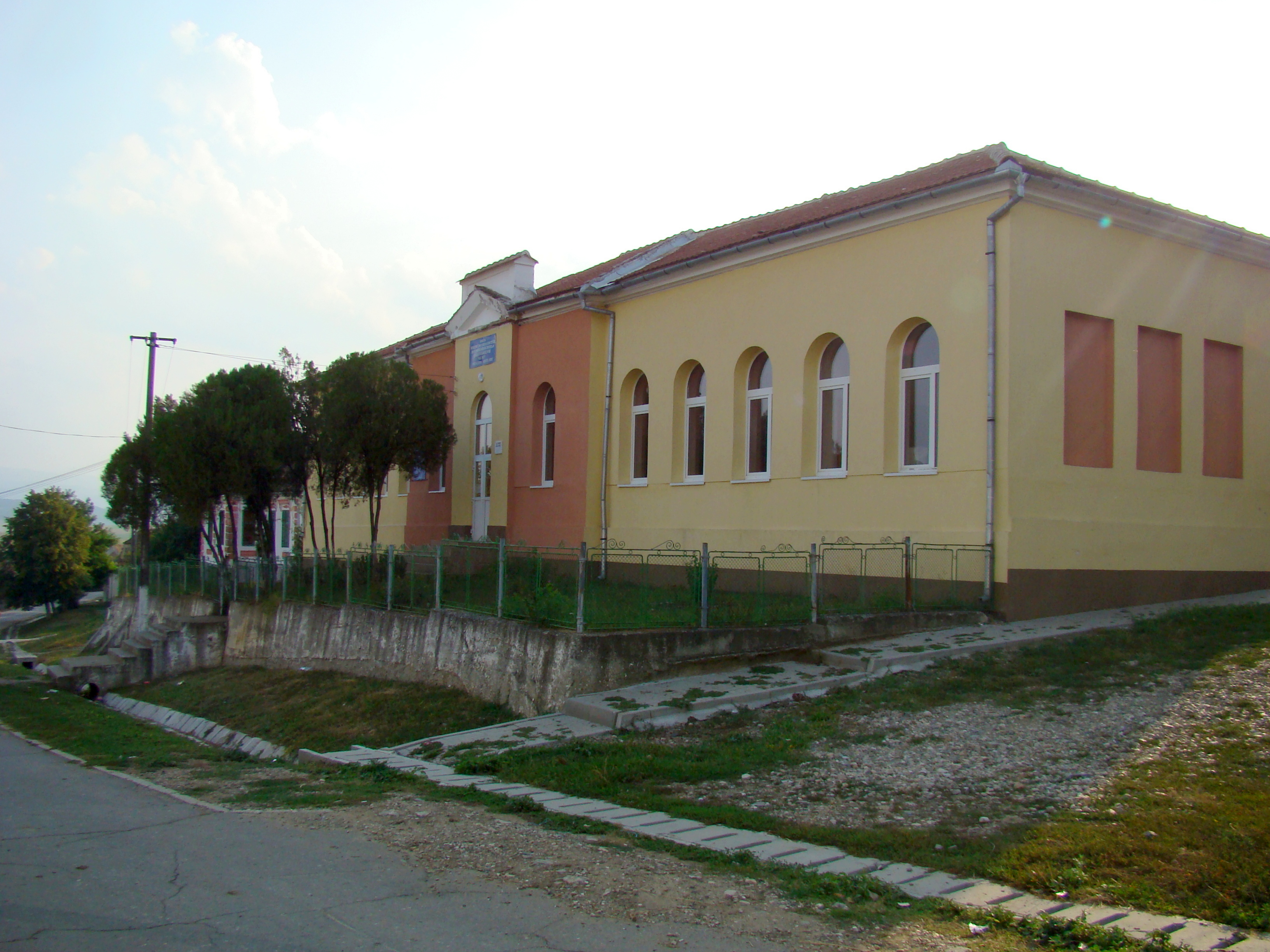
Școala
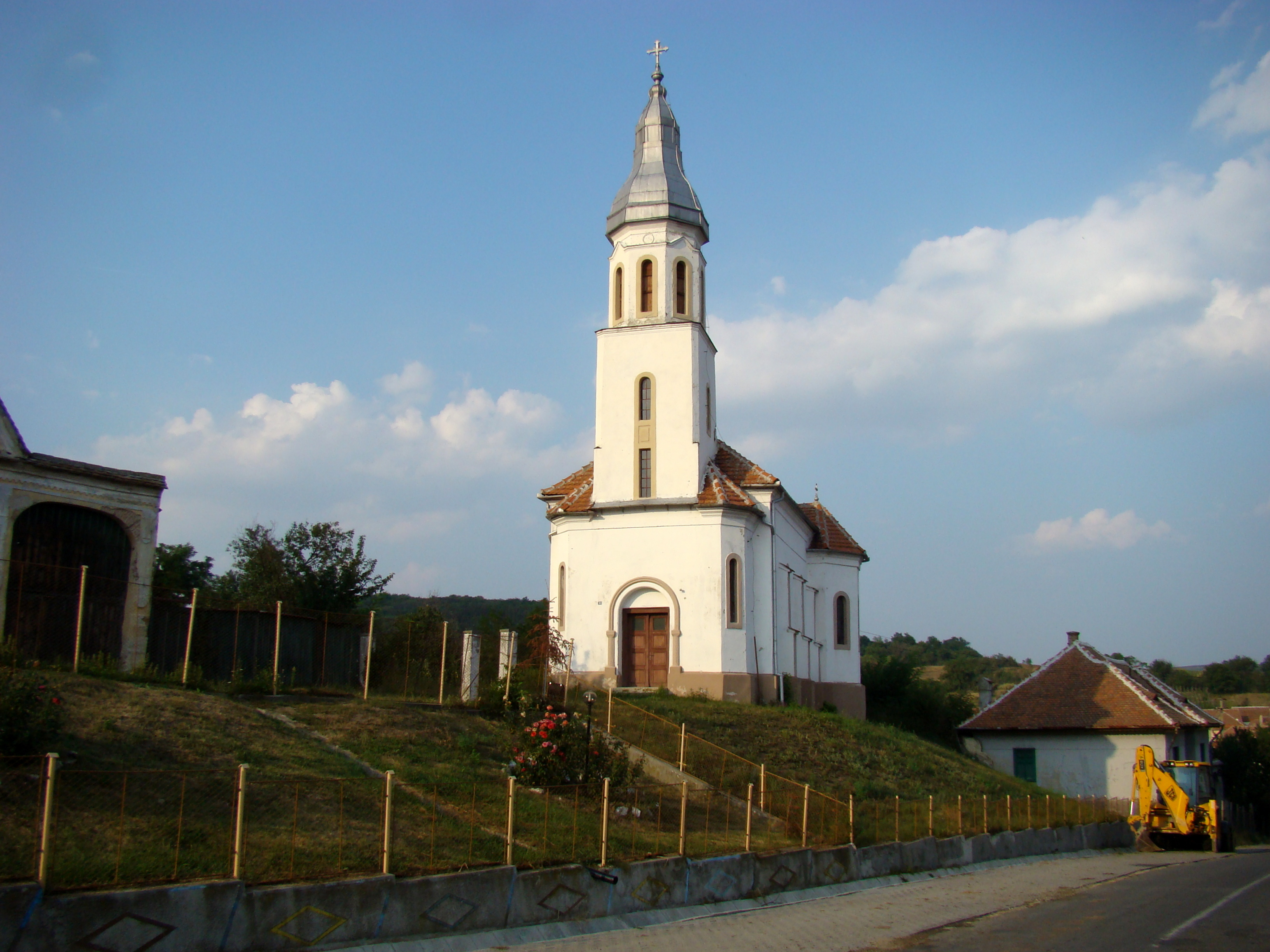
Biserica „Sfântul Ioan Botezătorul”
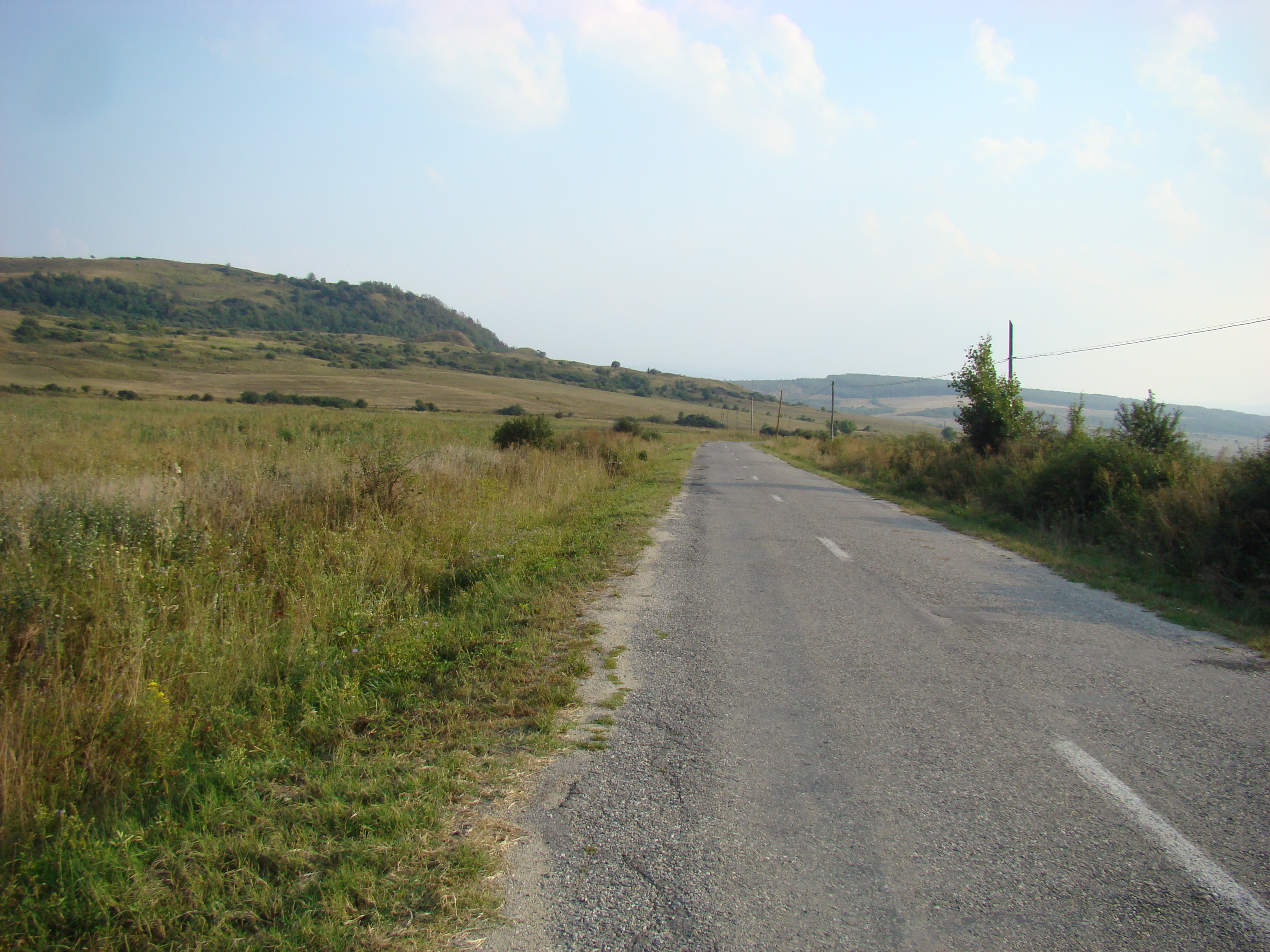
Drumul Ludoș-Apoldu de Jos